# Eugene J. Bryan
Eugene J. Bryan (* 25. Juni 1889 in Chattanooga, Tennessee; † 1958) war ein US-amerikanischer Politiker. Zwischen 1923 und 1925 war er als Präsident des Staatssenats faktisch Vizegouverneur des Bundesstaates Tennessee, auch wenn dieses Amt formell erst 1951 eingeführt wurde.

## Werdegang
Nach einem Jurastudium und seiner Zulassung als Rechtsanwalt begann Eugene Bryan in diesem Beruf zu arbeiten. Gleichzeitig schlug er als Mitglied der Demokratischen Partei eine politische Laufbahn ein. Im Jahr 1915 saß er als Abgeordneter im Repräsentantenhaus von Tennessee; von 1921 bis 1925 gehörte er dem Staatssenat an, dessen Präsident er seit 1923 war.
In dieser Eigenschaft war er Stellvertreter von Gouverneur Austin Peay. Damit bekleidete er faktisch das Amt eines Vizegouverneurs. Dieser Posten war bzw. ist in den meisten anderen Bundesstaaten verfassungsmäßig verankert; in Tennessee ist das erst seit 1951 der Fall. 1939 wurde Bryan Mitglied im Staatsvorstand seiner Partei für Tennessee. Er starb im Jahr 1958.